# Кавасаки, Рё
Рё Кавасаки (яп. 川崎 燎 Кавасаки Рё, 25 февраля 1947 — 13 апреля 2020, Таллин, Эстония) — гитарист и композитор.
Окончил факультет квантовой физики Японского университета (Nihon University), однако его профессией на всю жизнь стала музыка, которой он начал учиться в возрасте 5 лет. В 60-х годах играл с различными джазовыми группами в Японии, затем с джаз-бэндами, которые сам организовывал. В начале 70-х годов переехал в Нью-Йорк, где играл в различных группах, включая группы Гила Эванса, Элвина Джоунса, Чико Гамильтона (Chico Hamilton), Теда Керсона и ДжоАнне Брэкин (JoAnne Brackeen). В середине 80-х Кавасаки отходит от сочинений концертной музыки и переключается на разработку программ для компьютерного музицирования, а также выступает как продюсер записей песен в стиле техно и создает свою компанию Satellites Records для их записи и выпуска.
В 1991 он возвращается в джаз и продюсирует выпуск альбомов для японского лейбла с правом продажи записей его компанией в США. Благодаря обширному опыту, Кавасаки с равным совершенством владеет стилями от бопа до джаз-рока. Его игру отличает виртуозность, восходящая порой к жесткой агрессивности.

## Биография

### Ранние годы (1947—1968)
Рё Кавасаки родился в Коэндзи, Токио в годы послевоенного восстановления Японии после Второй мировой войны. Его отец Торао Кавасаки был дипломатом и работал в МИД Японии с 1919 года. Торао работал в консульствах и посольствах Японии в разных странах, включая дипмиссии в Сан-Франциско, Гонолулу, Фэнтяне, ставшем столицей Маньчжурии, (ныне Шэньян в Китае), а также в Шанхае и Пекине, занимался также преподаванием английского языка и участвовал в качестве переводчика в работе дипломатических конференций. Мать Рё Хироко говорила наряду с родным японским на нескольких языках, включая немецкий, английский, русский и китайский. Она выросла в Маньчжурии, с Торао познакомилась в Шанхае Когда родился Рё, Торао было уже 58 лет, Рё был единственным ребенком в семье, и, возможно, это отразилось в его дальнейшем становлении как артиста с космополитическим мироощущением.
Яркая черта Кавасаки как в музыке, так и в науке — любознательность и талант изобретателя. В то время, как мать старалась заинтересовать Рё уроками балета и игры на фортепиано, он попросил в 4 года об уроках сольфеджио и в 5 — игры на скрипке, и начал читать ноты с листа ещё до поступления в начальную школу. В школе началось его ставшее страстью на всю жизнь увлечение астрономией и электроникой (ещё в начальной школе он собрал радио, телевизор, аудио-систему, включая усилитель и колонки, а также телескоп). 10-летним мальчиком Рё купил себе укулеле, a в 14 лет у него появилась его первая акустическая гитара. Альбом Midnight Blue Кенни Беррела и Стэнли Тёррентайна вдохновил Рё на увлечение джазом.
Учеником старших классов гимназии он играл в клубах и кафе, куда его стали часто приглашать, организовал свой первый джаз-ансамбль и собрал свой первый электро-орган, представлявший собой примитивный синтезатор. К тому времени, когда Рё исполнилось 16, его бэнд профессионально играл в кабаре и стриптиз-клубах. Хотя он продолжал регулярные занятия музыкой, он поступил в Японский университет на факультет квантовой физики и получил степень бакалавра. Однако в этот период ему не удалось доказать свою идею о том, что скорость гравитации должна быть больше скорости света. В это же время он преподавал и участвовал в работе жюри музыкальных конкурсов в джазовой школе производителя музыкальных инструментов Yamaha. Кроме того, он работал музыкальным инженером японских фирм Victor Records и BGM/TBS Music, где он учился микшировать и редактировать.

### Начало музыкальной карьеры в Японии (1969—1973)
Он записал свой первый соло-альбом для фирмы Polydor Records, когда ему было 22. Хотя он продолжал выступления со своей джаз-группой, и совсем молодым уже прославился как джазовый гитарист #3 в японском джазе японский джаз, большую часть времени в течение трех последующих лет Рё провел в студии, записывая джинглы от рекламной музыки до популярных песен. Он также много выступал в эти годы на радио и телевидении. В 24 года он записал свой второй соло-альбом Toshiba. Он играл с Би-Би Кингом (B.B. King) на блюзовом фестивале, а также музицировал с Джорджем Бенсоном (George Benson), с которым они вместе играли в течение пяти часов дома у Рё.
В эти годы он записывался и работал с такими легендами японского джаза как барабанщик Такэси Иномата и Sound limits, с саксофонист Дзиро Инагаки и Soul Mates, с саксофонистами Кэитиро Эбисава, Сэити Накамура и Хидэхико Мацумото(松本英彦), пианистом Масасико Сато(佐藤允彦) и многими другими.

### Годы в Нью-Йорке (1973—2002)

#### 1973—1979 (гитарист)

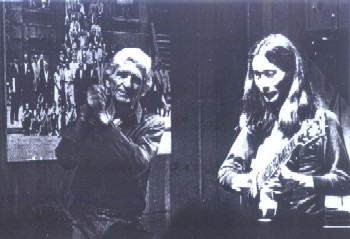
Рё Кавасаки с Гилом Эвансом в клубе Sweet Basil в Нью-Йорке,1982

В 1973 Кавасаки перебирается в Нью-Йорк. В аэропорту его встречают друзья, которые немедленно доставляют его в Центр Линкольна, и прямо с самолета он играет гиг с Джо Ли Уильсоном (Joe Lee Wilson) в рамках джазового фестиваля (Newport Jazz Festival). Вскоре Рё регулярно участвует в джемах с лучшими джазистами Нью-Йорка, его приглашает в свою группу Бобби Хамфри. A несколькими месяцами позже, возвращаясь с прогулки, Рё обнаруживает, что у дверей его квартиры его поджидает незнакомец. Незнакомцем оказался Гил Эванс, который пригласил Кавасаки участвовать с его группой „The Gil Evans Orchestra“, с составе которой были Дэвид Сэнборн, Говард Джонсон / Howard Johnson, Том Малоун / Tom Malone, Лью Солофф / Lew Soloff) в работе над джазовыми записями композиций (Джими Хендрикса). Хендрикс мечтал дать концерт вместе с Эвансом, однако умер за неделю до начала осуществления проекта в 1970. Кавасаки участвовал в записи альбома Гила Эванса RCA, «There Comes a Time» с барабанщиком Тони Уильямсом (Tony Williams). Месяц Рё репетировал, чтобы играть в третьем составе в ансамбле Тони Уильямса Lifetime. Одним из участником этого состава был басист Дуг Роч (Doug Rauch), одновременно в это же время работавший с Карлосом Сантаной, однако Тони на год отправился на год в Европу до того, как группа получила возможность начать выступления.
Кавасаки вслед за Джими Холлом (Jim Hall), Габором Сабо и Ларри Корьеллом становится гитаристом бэнда Чико Гамильтона (Chico Hamilton), гастролирует с этой группой по США и работает над фильмом, в котором Чико снимается в Голливуде (Голливуд). Рё выпускает свой дебютный американский альбом «Juice» в 1976 на фирме RCA и становится одним из первых японских джазистов, записавшихся с главным лейблом в США. В этом проекте участвовали Том Костер / Tom Coster, (Карлос Сантана) и Сэм Моррисон, а также (Майлз Дэвис). Затем Кавасаки выпускает ещё два альбома — «Prism» и «Eight Mile Road» для японского лейбла East Wind. Кроме того, Рё совершает длившееся год турне с группой Элвина Джонса по Северной и Южной Америке и по Европе. В 1978 Кавасаки создает свой собственный бэнд и обращается к собственным проектам.
Он использует индийскую музыку, осваивает раги и записывает альбом на Audio Fidelity — «Ring Toss», в котором сочетается восточная и западная музыка. С Дэйвом Либманом он записывает «Nature’s Revenge» для германского Германия лейбла MPS, и они совершают турне по Европе. Рё участвует в джазовых фестивалях в Европе с ДжоАнне Брэкин, и они записывают пару альбомов для Timeless Records в Голландии. В Японии принадлежащий компании Sony Open Sky лейбл записывает три альбома Рё — «Mirror of my Mind», «Little Tree» и «Live» — записанные позже в Токийском клубе, они становятся одними из первых дигитальных записей. В этих записях участвуют такие известные музыканты, как Майкл Брекер, Харви Мэзон (Harvey Mason), Леон Пендарвис, Азар Лоуренс, Энтони Джексон (Anthony Jackson), Линкольн Гойнес, Бэдал Рой (Badal Roy), Нана Васконселос (Nana Vasconcelos), Бадди Уильямс, Ларри Уиллис (Larry Willis) и Алекс Блэйк и многие другие. Кавасаки записывает также альбом под названием «Sapporo» для швейцарского лейбла America Sound и в 1980 году совершает турне по Швейцарии и Германии.

#### 1979—1990 (изобретатель и программист)
Кавасаки изобрел свой собственный синтезатор гитары в 1979, и использовал его в своих выступлениях в планетарии с 1980 по 1983. В 80-х годах он создал свою рок-группу The Golden Dragon, которая регулярно давала концерты. Fostex усовершенствовал первый четверть-дюймовый магнитофон, восьмидорожечное записывающее устройство, и обратился к Рё с просьбой стать первым музыкантом, использующим это устройство. Так был записан в 1981 альбом Рё для Phillips Records, а ставшее популярным устройство он использовал затем для создания собственной музыки. Он играл только на акустической гитаре с нейлоновыми струнами и с помощью синтезатора записывал все партии, включая оригинальную оркестровку известного Адажио из Concierto de Aranjuez — Adagio Хоакина Родриго. В следующем году он сконструировал похожее устройство Lucky Lady.
Появление компьютера Commodore 64 со звуковой картой восхитило Кавасаки новыми перспективами. Он научился создавать компьютерные программы и в течение двух лет ежедневно по 16 часов тратил на разработку  музыкальных компьютерных программ — Kawasaki Synthesizer, Kawasaki Rhythm Rocker, Kawasaki Magical Musicquill и Kawasaki MIDI Work-station, которые распространялись через Sight and Sound Music. Первые три программы предназначались для использования в школах и для домашнего пользования, а последняя — для профессиональных музыкальных студий. Он создал полностью синтезаторный альбом Images в 1987 году и саундтрек Pleasure Garden в 1990 для фильма киностудии IMAX film о проблемах спасения на земле тропических лесов.
С 1986 по 1990 Кавасаки продюсировал выпуск серии танцевальных синглов — «Electric World», «One Kiss», «No Expectations», «Say Baby I Love You», «Don’t Tell Me», «Wildest Dreams», «Life is The Rhythm» и «Acid Heat» — в смешанном свободном стиле, стилях house, acid house и ambient sounds. Все это выпускалось в его домашней студии The Satellite Station, и записи продавались под его собственным лейблом Satellites Records. Его бэнд и танцевальная группа много выступали в танцевальных клубах Нью-Йорка. Кроме того, в течение пяти лет (с 1988 по 1993) Кавасаки был нью-йоркским продюсером и директором двух выходивших еженедельно в Японии национальных музыкальных радио программ «The Music Now» и «Idex Music Jam». В 1991 он сотрудничал со знаменитым японским мастером игры на кото Китё Такано, а в 1986 году стал продюсером альбома «Crystallization».

#### 1991—2000 (возвращение к джазовой гитаре)
Музыкальная судьба Кавасаки совершила новый драматический виток после того, как он начал работать с новым японским лейблом джазовой и современной музыки One Voice как исполнитель и звукорежиссёр. Рё вновь обратился к джазу и в 1992 выпустил для этого лейбла первый альбом, записанный с акустической гитарой, «Here, There and Everywhere», компания One Voice продавала альбом в Японии, а Satellites Records в США. Кавасаки продюсировал для лейбла два альбома бразильской певицы и гитаристки Камилы Бенсон. Рё также записал на акустической гитаре альбом «My Reverie» из произведений Билла Эванса, Дебюсси, Равеля Равель и Гершвина Гершвин), а на электрической — альбомы «Love Within The Universe» (ставший популярным на радиостанциях всей страны), «Remixes Remixes Vol. 1» (с участием Бенсон), «Sweet Life» и CD «Mirror of my Mind» (в записи участвовали Харви Мэзон, Майкл Брекер, Энтони Джексон, Леон Пендарвис и вокалистка Рада Шоттам.
В записи его следующего альбома «Cosmic Rhythm» в 1999 приняли участие британская лирическая певица Клэр Фостер, а также барабанщик Виктор Джоунс и басист Линкольн Гойнс, пианист Дэвид Кикоски и Сюндзо Оно на горне. Все пьесы этого альбома были аранжированы и записаны Рё Кавасаки, включая 10 его оригинальных произведений.
В течение периода с 1995 по 1999 три ведущих звезды хип-хопа Паф Дедди, Kool G Rap и Кит Мюррей записывали оригинальную композицию Рё «Bamboo Child» для своих альбомов через 20 лет после того, как она была написана, используя для аранжировки современные ритмы хип-хопа.

### Годы в Эстонии (2000 — 2020)
Альбом «Reval» Рё записал в 2001 в студии в Таллине (Эстония) с ведущими эстонскими музыкантами — басистом Тойво Унтом, барабанщиком Айваром Васильевым и Кристой Кеэль (английский рожок).
В одном из своих следующих проектов Кавасаки выступил как композитор, музыкальный директор и гитарист. Джаз-балет «Still Point» был написан для Эстонской национальной оперы, где балет шёл в 2000 −2002 годах, хореографом балета стал Рассел Адамсон, уроженец Ямайки, постоянно живущий в Хельсинки. В 2002 Рё записал соло-альбом для акустической гитары «E». С 2000 года Кавасаки проявляет интерес к джазовым фестивалям в России и в Балтийском регионе, его ансамбль играл в Риге на фестивале Ritmi Jazz Festival, в Пори и на других джаз-фестивалях в Финляндии, на Украине, и в Литве, Кавасаки принимал участие в фестивале Jazz Ark в Саранске в 630 км к востоку от Москвы. Много раз Рё принимал участие в джаз-фестивалях Nõmme Jazz Festival в Нымме (Эстония), помогая в их организации.

## Дискография
Переизданные на CD альбомы не указаны.

### Альбомы
- Easy Listening Jazz Guitar  (1970)
- Gut’s the Guitar  (1972)
- Prism  (1975)
- Eight Mile Road  (1976)
- Juice  (1976)
- Ring Toss  (1977)
- Nature’s Revenge  (1978)
- Mirror of My Mind  (1979)
- Little Tree  (1980)
- Live  (1980)
- Sapporo  (1980)
- Ryo  (1982)
- Lucky Lady  (1983)
- Images  (1987)
- Here, There and Everywhere  (1992)
- My Reverie  (1993)
- Love Within The Universe  (1994)
- Remixes, remixes Vol.1.  (1995)
- Sweet Life  (1996)
- Cosmic Rhythm  (1999)
- Reval  (2001)
- E  (2002)
- Agana  (2007)
- Late Night WIllie  (2009)
- Tribute to Keith Jarrett  (2010)
- Live in Beirut  (2011)
- Spain, Plays Solo Guitar  (2012)

### Танцевальные синглы
- Electric World  (1987)
- One Kiss  (1988)
- No Expectations  (1988)
- Say Baby I Love You  (1988)
- Wildest Dreams  (1989)
- Life is the Rhythm  (1989)
- Pleasure Garden  (1990)

### с другими артистами
- Head-Rock / Jiro Inagaki & Soul Media  (1970)
- Sound of Sound Limited / Takeshi Inomata  (1970)
- Something / Jiro Inagaki & Soul Media Feat.Steve Marcus  (1971)
- Rock Guitar Battle '71 / Various artists  (1971)
- Guitar Workshop / Various artists  (1971)
- Chigaihoken / Ushio Sakai  (1973)
- Plays Jimi Hendrix / Gil Evans  (1975)
- There Comes a Time / Gil Evans  (1976)
- Tarika Blue vol.1 / Tarika Blue  (1976)
- What Would It Be Without You / Joe Lee Wilson  (1976)
- Tokyo Concert / Gil Evans  (1976)
- Tarika Blue vol.2 / Tarika Blue  (1977)
- Main Force / Elvin Jones  (1977)
- Time Capsule / Elvin Jones  (1977)
- Aft / JoAnne Brackeen  (1978)
- 'round About Midnight / Тед Кёрсон  (1978)
- Trinkets and Things / JoAnne Brackeen  (1979)
- Pleasure / Shigeharu Mukai  (1979)
- All-In All-Out / Masahiko Sato — 佐藤允彦 (1979)
- I Heard Mingus / Тед Кёрсон  (1980)
- Manhattan Skyline / Hiroki Miyano  (1980)
- Impressions of Charles Mingus / Тео Масеро  (1983)
- Crystalization (夕日とハドソン) / 高野基長  (1986)
- Christmas Songs / Carolling Carollers  (1988)
- New York String Quartet vol.1 / New York String Quartet  (1988)
- New York String Quartet vol. 2 / New York String Quartet  (1989)
- Wave / Camila Benson  (1995)
- Classic Jazz Funk, Vol. 6: The Definitive Jap-Jazz Mastercuts / Various artists  (1995)
- Memories / Camila Benson  (1996)
- Trinkets and Things / Cosmic Village  (1997)
- Desafinado / Camila Benson  (1997)
- I Will / Джон Кларк  (1997)
- RCA Victor 80th Anniversary, Vol. 6: 1970—1979 / Various artists  (1997)
- Battle of the Bands: Evans Vs. Mingus / Various artists  (1998)
- Super Guitarists / Various artists  (1999)
- Jazz Spectrum: Real Jazz for Real People, Vol. 2 / Various artists  (1999)
- Three Flutes Up / Chip Shelton  (1999)
- More What Flutes 4 / Chip Shelton  (2001)
- Different Dreams 2 / Various artists — Estonian Jazz  (2001)
- Impressions of Miles Davis / Тео Масеро  (2001)

## Программы
- Kawasaki Synthesizer  (1984)
- Kawasaki Rhythm Rocker  (1984)
- Kawasaki Magical Musicquill  (1985)
- Kawasaki Midi Workstation  (1986)

## Видео
- Different Drummer  with Elvin Jones (1979)